# Ноћи у Родантеу
Ноћи у Родантеу је роман америчког књижевника Николаса Спаркса из 2002. године. Преведен је на српски језик 2003. године. 
Роман је смештен у месту Роданте, прича прати интензивну и блиску романсу разведене мајке Адријен Вилис и разведеног оца и хирурга Пола Фланера. Два главна јунака романа сусрећу се у гостионици у Родантеу и они се заљубљују. Међутим, судбина их искушава када схвате да би напуштање Родантеа значило повратак у њихове одвојене животе.
Спаркс је делове своје приче засновао на догађајима из свог живота, посебно на удварању жени коју је оженио, Кети Коут. Теме праве романтичне љубави и жртвовања укључене су у роман. Ноћи у Родантеу адаптиран је у истоимени филм из 2008. године у коме глуме Ричард Гир и Дајана Лејн. 

## Радња романа
Прича је смештена у Роки Маунт, Северна Каролина 2002. године, где хонорарна библиотекарка Ејдријен Вилис теши своју ћерку Аманду, која се бори да подигне своју децу јер још увек оплакује смрт свог мужа. Да би показала својој ћерки да ће се на крају опоравити, она прича Аманди о времену када је упознала хирурга по имену Пол Фланер када је Аманда имала тринаест година.
Године 1988, она је управљала крчмом у Родантеу за пријатеља који је отишао на одсуство, за прилику да побегне. Развела се од мужа који ју је напустио због млађе жене и бринула се о болесном оцу док је подизала своје троје деце. Чим она стигне у гостионицу, предвиђа се велико невреме. Њен једини купац је Пол Фланер, 54-годишњи недавно разведен хирург који такође жели да побегне од свог ужурбаног живота, који је продао своју кућу и био је тужен због злоупотребе. Њих двоје се заљубљују током целе недеље, али схватају да ће морати да се врате својим старим животима. Након разговора о њиховим породицама, Пол одлучује да се придружи свом отуђеном сину у еквадорској медицинској клиници како би преправио њихов однос, комуницирајући са Ејдријен путем писама када се она врати на Роки Маунт са својом породицом. Романса се наставила, али је Пол касније умро.
У садашњости, Аманда је изнервирана што њена мајка није рекла њој и њеној двојици браће о ситуацији. Она чита њен последњи контакт из Еквадора, који је написао Полов син др Марк, захваљујући својој мајци што је помогла његовом оцу да схвати колико је арогантан био.

## Настанак
Спаркс је развио рудименте Ноћи у Родантеу док је писао свој четврти роман, Спасавање. Рекао је да размишља да напише „још једну кратку љубавну причу... која подсећа на потресни емоционални интензитет „Бележнице“, његовог првог објављеног романа. За разлику од других његових дела, Ноћи у Родантеу нису инспирисане одређеном особом која је била укључена у Спарксов живот; прича је заснована на инциденту када је његова ташта затражила као божићни поклон да се њено име и име њеног мужа, Пола, појаве у Спарксовом роману. Тако је Спаркс радио на причи у којој би његови таст и ташта „не само уживали, већ их не би ни увредили“.
Спаркс је наишао на потешкоће; „изгледа да се једноставно није спојило“. За Спаркса би требало да постоји „елемент који би [држао] ликове раздвојене да би имали драму“. Током Спарксове каријере, покушавао је да не користи исти елемент два пута, па му је постајало све теже да напише сваки нови роман. Он коментарише: „Ако немам 'конфликт', немам причу, а за живот, не бих могао да смислим нешто ново да раздвојим ликове... желео сам да напишем причу користећи старије ликове, опет зато што је то нешто што нисам урадио (са изузетком Бележнице, у којој су они старији, а не средовечни).“
Спаркс му је скренуо пажњу радећи на роману Кривина на путу, свом петом роману, и првом нацрту Гардијана, који је наследио издање Ноћи у Родантеу. Међутим, Гардијан је наметнуо Спарксу „огроман изазов“ и он је рачунао да ће то захтевати „велико преписивање“. Био је уморан од писања романа и требао му је одмор од тога.
Тако се Спаркс вратио Ноћи у Родантеу: „Мој ум се тада вратио на причу о којој сам размишљао, и одједном је све почело да шкљоца. За неколико дана, одједном сам тачно знао како да испричам причу. Знао сам ликове, окружење , а посебно и најважније, 'сукоб' који би ликове раздвојио.“ Спаркс је почео да пише роман у децембру 2001. Завршио је нацрт у фебруару 2002, а монтажа је настављена до априла исте године.

## Стилови и тема
Спаркс је радњу романа сместио у Родантеу, малом граду на обали Северне Каролине. Одабрао је Роданте јер, према његовим речима, „лепо изгледа на страници, а само име дочарава мешавину мистерије и сензуалности“, додајући да је желео да напише роман о том месту. У једном интервјуу, Спаркс је рекао: „У ноћима у Родантеу, требао ми је осећај изолације. Пронађите још једно подручје обале у САД које није развијено где би се то могло догодити.“ Гостионица, где је већина људи, догађаји у роману су се десили, је фиктиван. Према Спарксу, постоји велики број ноћења с доручком у другим градовима ток округа који су слични његовом опису гостионице у роману, али је он изабрао да га креира за причу.
Спаркс је заснивао делове приче из својих стварних догађаја, мада мање у поређењу са својим претходним романима. Ови догађаји су добили обрте како би „прича била што занимљивија“. Прича је паралелна Спарксовом односу са његовом женом, Кети Коут. У свом говору 2002. у Фајетвилу, Спаркс је навео неколико сличности приче са својим животом. Спаркс и његова жена, у старијим годинама, упознали су се у малом приморском граду у који су отпутовали у нади да ће предахнути. Он се присећа: „Осетио сам нешто љубазно и дивно у вези Кети скоро одмах, иако је Кети (као и Ејдријен) била мало више неодлучна у својим осећањима према мени.“
Проза романа писана је у трећем лицу. Главни део романа састоји се од Ејдријениног флешбека о њеној љубавној вези са Полом. Спаркс је у причу укључио теме жртвовања и егзистенцијалног страха. Она и Пол су се растали због своје деце. Спаркс коментарише: "Мислим да је жртвовање својствено добром родитељству. И Пол и Ејдријен су волели своју децу, а жртве које су били спремни да поднесу учиниле су их племенитијим као карактери."
Према неким критичарима, Спаркс је био инспирисан најпродаванијим романом из 1992. године Мостови округа Медисон у писању Ноћи у Родантеу. Мостови округа Медисон имају неколико сличности са Ноћи у Родантеу: ликови су отприлике истих година и њихове везе су прекинуте. Спаркс је рекао да га је више водио роман Бележница него Мостови. Он је објаснио да је ово друго прича о прељуби, док његова није. Главни мушки лик Мостова био је усамљеник без деце, док Пол има децу. На свом званичном сајту, Спаркс пише: „Листа [диспаритета два романа] би се могла наставити у недоглед, али мислим да сте схватили поенту.“

## Објављивање и критика
Роман је објављен у септембру 2002. у издању Warner Books са комерцијалним успехом. Био је то Спарксов први роман који је дебитовао на првом месту на листи најпродаванијих.Дана 1. јула 2003. Grand Central Publishing је поново објавио роман у меком повезу. Ноћи у Родантеу је поново објављена у јулу 2007. од стране Hachette Book Group, а на насловној страни романа налази се промотивна фотографија за његову филмску адаптацију. Нескраћену аудио верзију романа објавила је Hachette Book Group у августу 2008. Тон је испричала америчка глумица Џобет Вилијамс, а траје пет сати и 30 минута. Продају се оскудни примерци првог штампаног издања романа у тврдом повезу; на омоту је Спарксов аутограм.
Роман је добио различите критике. СШери Мелник из Book Reviews похвалила је роман због његове „емоционалне дубине“, додајући: „Нема сумње да би књижаре требало да продају овог сузавца са кутијом марамице, јер ће чак и најнеемотивнији читаоци бити под притиском да не заплачу.“ Карен Валби из часописа Entertainment Weekly дала је књизи оцену „Ц“ и напоменула: „Спаркс, без попуштања када је у питању продајна удица, користи многе исте елементе плакања Роберта Џејмса Волера у својој романси.“ Триша Финстер је похвалила Спаркса, рекавши да „Спаркс има јединствен начин да пише романсу у својим романима.“
Роман је адаптиран у истоимени филм, објављен 26. септембра 2008. у Сједињеним Државама. Спаркс је продао филмска права Варнер Бросу. Америчка филмска продуценткиња Дениз Ди Нови продуцирала је филм у режији Џорџа Вулфа по сценарију Ен Пикок и Џона Романа. Ноћи у Родантеу играју амерички глумац Ричард Гир као Пол и глумица Дајана Лејн као Ејдријен. Филм је добио углавном негативне критике.